# Tuřany u Chebu
Tuřany (deutsch Thurn) ist eine Gemeinde in Tschechien und gehört zum Okres Cheb.

## Geografie

### Geographische Lage
Tuřany befindet sich am Fuße des Kaiserwaldes im Osten des Egerbeckens. Das Dorf liegt in der Talmulde des Lipoltovský potok (Krottenbach) unmittelbar vor dessen Einmündung in den Šitbořský potok (Reubach bzw. Leimbach). Westlich erhebt sich der Hügel Rovina (Vorderlustberg, 481 m), dahinter liegt die Talsperre Jesenice.

### Gemeindegliederung
Die Gemeinde Tuřany besteht aus den Ortsteilen Lipoltov (Lapitzfeld), Návrší (Rolessengrün) und Tuřany (Thurn).
Das Gemeindegebiet gliedert sich in die Katastralbezirke Lipoltov und Tuřany u Kynšperku nad Ohří.

### Nachbarorte
Nachbarorte sind Návrší im Norden, Kamenný Dvůr und Štědrá im Nordosten, Mokřina im Osten, Těšov im Südosten, Úval im Süden, Okrouhlá im Südwesten, Jesenice im Westen sowie Obilná und Lipoltov im Nordwesten.

## Geschichte
Die erste urkundliche Erwähnung des Ortes erfolgte im Jahr 1352.
Nach der Ablösung der Patrimonialherrschaften bildete Thurn 1850 eine Gemeinde im Gerichtsbezirk Eger bzw. politischen Bezirk Eger, zu der in der zweiten Hälfte des 19. Jahrhunderts der Ortsteil Rolessengrün hinzukam. 1930 lebten in Thurn 256 Menschen, 1939 waren es 258. Nach dem Münchner Abkommen wurde das Dorf 1938 in das Deutsche Reich eingegliedert und gehörte von 1939 bis 1945 zum Landkreis Eger. Nach Kriegsende kam Thurn zur Tschechoslowakei zurück; die deutschen Bewohner wurden vertrieben.
1948 erhielt die Gemeinde den Namen Tuřany. 1950 wurden Lipoltov und Trpěš eingemeindet. 1976 verlor der Ort seine Selbstständigkeit und kam zu Nebanice. Seit 1990 besteht die Gemeinde Tuřany wieder. Tuřany ist eine der sieben Mitgliedsgemeinden der Mikroregion Chebská pánev.

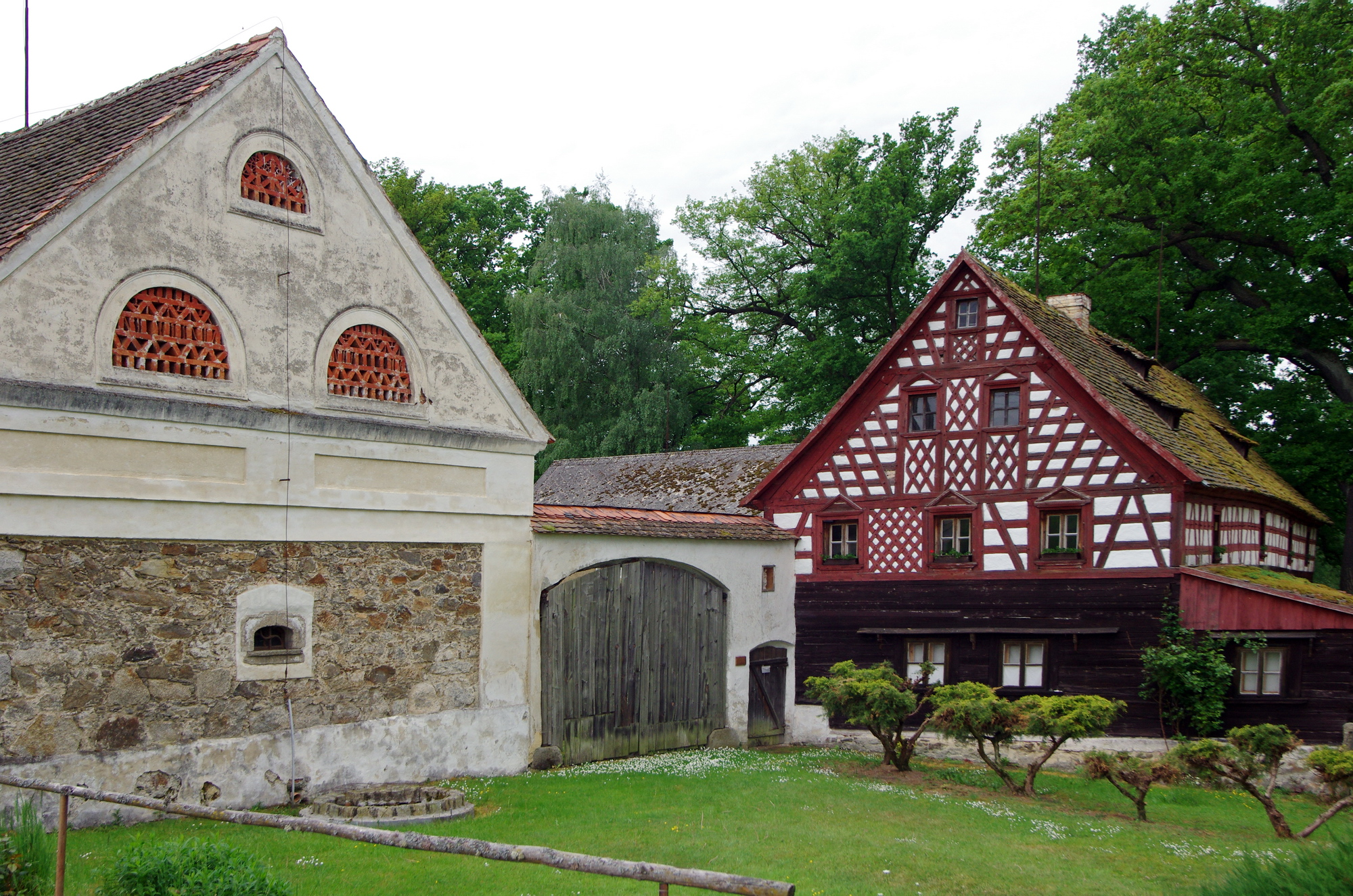
Historisches Bauerngut

## Sehenswürdigkeiten
- Historisches Bauerngut (Vierseithof) in Egerländer Volksarchitektur, datiert von 1854